# Морин Стејплтон
Морин Стејплтон (енгл. Maureen Stapleton) је била америчка глумица, рођена 21. јуна 1925. године у Троју, а преминула 13. марта 2006. године у Леноксу (Масачусетс).